# Ford Pampa
La Ford Pampa è la versione pick-up della berlina sud americana Ford Corcel. Venne prodotta negli stabilimenti brasiliani della Ford dal 1982 fino al 1997, quando fu sostituita dalla Ford Courier.

## Il contesto
Nel 1982 la Ford brasiliana presentò per la prima volta il Pampa, versione pick-up della Ford Corcel seconda serie. Fu il secondo veicolo ad affacciarsi in questo segmento, in quanto il primo fu il Fiat Fiorino (che al tempo si chiamava Città) basato sulla Fiat 147. Il nome Pampa è un chiaro riferimento alle praterie del Sudamerica, regioni in cui si trovano localizzate molte attività agricole e d'allevamento.
Rispetto al concorrente della Fiat, questo mezzo possedeva un abitacolo più comodo, una struttura generale più solida e una capacità di carico maggiore. Esteticamente, la parte anteriore era uguale a quella della Corcel seconda serie e il corpo vettura si ispirava ai più grandi pick-up americani della serie F-1000. A differenza del Fiat Fiorino, il quale utilizzava delle sospensioni indipendenti al posteriore, il Pampa possedeva un assale rigido con molle semi-ellittiche, più adatte al trasporto di carichi rispetto a quelle elicoidali. Grazie al suo successo, molte altre case automobilistiche introdussero un veicolo nel segmento interessato. In particolare la Volkswagen realizzò il Saveiro basato sulla Gol e la Chevrolet vendette lo Chevy 500 nel 1983.
La Pampa utilizzò lo stesso motore di 1600 cm³ e il cambio manuale a cinque rapporti della Corcel, assieme alle sospensioni anteriori modificate per sopportare grandi carichi. Grazie al suo assetto, il pick-up Ford ebbe una capacità di carico di 600 kg. Un'altra modifica effettuata al pianale della Corcel fu l'allungamento del passo. Nel Pampa il serbatoio del carburante da 76 l era ubicato appena dietro la cabina, mentre le sue porte erano più piccole della Corcel, simili a quelle della Ford Del Rey. Il motore 1600 cm³ poteva funzionare sia a benzina che ad alcool ed erogava 66 cv o 69 cv a seconda del carburante.
La sua velocità massima fu di 160 km/h. Gli optional consistevano in un orologio digitale, aria condizionata, sedili regolabili con poggiatesta, console centrale, radio e cinture auto-avvolgenti.
Nel 1984 il Pampa venne aggiornato. Il motore divenne un CHT da 1600 cm³ e 75 CV ad alcool o 73 cv a benzina. Assieme alla versione aggiornata, venne lanciato un modello a trazione integrale. Esternamente la Pampa 4x4 non era molto differente dalla 4x2. La mascherina anteriore riportava la scritta 4x4, gli pneumatici erano più adatti ai terreni impervi essendo maggiormente tassellati e i paraurti vennero dotati di un gancio per poter trainare altri veicoli o essere trainati in caso di emergenza. 
Il modello 4x4 venne equipaggiato con un cambio a quattro rapporti con una leva capace di ridurli. Anche la trazione integrale poteva essere inserita o disinserita grazie a una leva in prossimità del cambio. Inoltre, questa versione aveva un secondo serbatoio di 40 litri supplementari di combustibile. L'interno fu molto più di base rispetto alla versione 4x2.
Nel 1986 vennero introdotti gli allestimenti L (base) e GL, mentre le versioni 4x2 vennero eliminate.
Nel 1987 venne eseguito un piccolo facelift che introdusse una nuova griglia frontale, simile a quella della Del Rey, l'allestimento Ghia, i finestrini elettrici e la chiusura centralizzata. Stranamente, venne eliminata l'aria condizionata, lasciando disponibile solo il riscaldamento.
Grazie all'alleanza tra Ford e Volkswagen (Autolatina), il Pampa ricevette l'AP-1800 che motorizzò tutte le versioni assieme al 1.6 CHT.
Nel 1991 venne introdotto l'allestimento sportivo S che aveva di serie il motore 1.8 cm³, i morsetti esterni, la gomma di protezione laterale e come optional lo sterzo idraulico, i sedili regolabili, dei disegni personalizzati sui lati, il finestrino posteriore scorrevole, un piccolo spoiler anteriore con fendinebbia integrati nel paraurti e altri accessori lussuosi utilizzati anche dall'allestimento Ghia. 
Nel 1992 ci fu un secondo facelift: la mascherina venne nuovamente aggiornata similmente a quella dell'ultima generazione della Del Rey, che uscì di produzione nel 1991.
Nel 1995 venne eliminato l'allestimento Ghia 1,6 4x4, e vennero lasciate le versioni "L" 1.6/1.8, "GL" 1,8 e "S" 1.8.
La produzione del Pampa venne arrestata nel 1997, poco dopo l'introduzione dell'iniezione elettronica CEE-IV. Il suo sostituto, ovvero il Ford Courier, non raggiunse mai gli stessi numeri di vendita.